# Eddie Russo
Edward Russo (19 de novembro de 1925 — 14 de outubro de 2012) foi um automobilista norte-americano que esteve em sete (quatro) 500 Milhas de Indianápolis, quando a prova fazia parte do calendário da Fórmula 1 de 1950 até 1960: 1954 (não se qualificou), 1955, 1956 (não se qualificou) (compartilhou com Ed Elisian), 1957, 1958 (não se qualificou), 1959 (não se qualificou) e 1960.
Eddie Russo faleceu em 14 de outubro de 2012, aos 86 anos. Ele viveu os últimos anos de sua vida em uma casa de repouso para veteranos em King, Wisconsin.